# Baggariddim
Baggariddim é o sexto álbum de estúdio da banda UB40, lançado a 2 de setembro de 1985.
O disco atingiu o nº 14 das paradas do Reino Unido, ficando 19 semanas nas paradas, sendo certificado disco de ouro.

## Faixas
1. "The King Step Mk.1" - 3:32
2. "The Buzz Feeling" - 3:41
3. "Lyric Officer Mk.2" - 3:16
4. "Demonstrate" - 3:55
5. "Two in a One Mk.1" - 3:18
6. "Hold Your Position Mk.3" - 3:56
7. "Hip Hop Lyrical Robot" - 4:22
8. "Style Mk.4" - 4:02
9. "Fight Fe Come in Mk.2" - 3:25
10. "V's Version" - 3:25
11. "Don't Break My Heart" - 3:49
12. "I Got You Babe" - 3:09
13. "Mi Spliff" - 4:01

| Críticas profissionais                                                      | Críticas profissionais |
| Avaliações da crítica                                                       | Avaliações da crítica  |
| Fonte                                                                       | Avaliação              |
| --------------------------------------------------------------------------- | ---------------------- |
| allmusic                                                                    | [ 3 ]                  |
| Esta tabela precisa de ser acompanhada por texto em prosa. Consulte o guia. |                        |

## Paradas
| Ano  | Parada        | Posição |
| ---- | ------------- | ------- |
| 1985 | Billboard 200 | 40      |